# 观寿公祠
红九军团长征出发地，即观寿公祠，位于中国福建省长汀县南山镇中屋村，清初建，坐东北朝西南，占地面积314平方米，砖木结构，厅堂式建筑。1934年9月，国民党为围剿苏区，向中央苏区东大门松毛岭发起攻击，红九军团、红二十四师和近万名闽西地方武装掩护红军主力转移时，指挥部设于此。9月30日，红九军团等在观寿公祠前举行誓师大会，开始了长征。2005年5月11日公布为第六批福建省文物保护单位。2013年3月5日公布为第七批全国重点文物保护单位。